# SV Zulte Waregem (vrouwen)
SV Zulte Waregem is een Belgische voetbalclub uit Waregem, die ook met een aantal damesploegen in competitie treedt. De damesploegen zijn een onderdeel van voetbalclub SV Zulte Waregem, dat bij de KBVB is aangesloten met stamnummer 5381. De club heeft groen en rood als kleuren. De club speelde vele jaren in de nationale reeksen, eerst als de vrouwenploeg van Zultse VV, later zelfstandig, daarna weer onder de vleugels van SV Zulte Waregem.

## Geschiedenis
De club ontstond in Zulte. In 1971 kwam men bij "De Leista", een liefhebbersploeg buiten de KBVB, op het idee om vrouwen en vriendinnen een wedstrijd te laten spelen om de clubkas te spijzen. Op 24 april van dat jaar werd uiteindelijk de wedstrijd gespeeld. Men had de smaak te pakken en enige tijd later werd effectief een vrouwenploeg opgericht. De ploeg werd "Leistameisjes" genoemd en speelde in blauw-witte kleuren. Vanaf 1971 werd voor eerst officieel damesvoetbal ingericht door de KBVB. De ploeg wilde binnen de KBVB gaan aantreden, en ging uiteindelijk spelen als damesafdeling van mannenclub SK Zulte, dat bij de Belgische Voetbalbond was aangesloten met stamnummer 4683.
Aanvankelijk speelden 11 damesploegen in Oost-Vlaanderen, maar tegen 1974/75 bleef enkel nog Zulte over, dat toen moest aantreden in de West-Vlaamse competitie. In 1976 fusioneerde SK Zulte met Zulte Sportief, dat bij de KBVB was aangesloten met stamnummer 5381. De fusieclub ging als Zultse VV verder onder stamnummer 5381. Stamnummer 4683 verdween. Ook de damesploeg speelde zo verder onder de naam Zultse VV. De club groeide en tegen het begin van de jaren 80 trad men al met twee ploegen in competitie.
In 1980/81 werd Zultse voor het eerst provinciaal kampioen. De provinciale kampioenen moest echter in een eindronde strijden om twee promotieplaatsen, en daarin kende Zultse geen succes. Ook in 1982 werd men provinciaal kampioen, maar raakte men niet door de eindronde. Enkele speelsters werden weggeplukt door DVK Gent en Brussel D71, die in de nationale reeksen speelden. Men overwoog even de ploeg op te doeken, maar uiteindelijk bleef men toch de volgende seizoenen verder spelen. In 1987 steeg Zulte uiteindelijk toch voor het eerst naar de nationale Tweede Klasse.
De volgende seizoenen verliepen wisselvallig. In 1989 volgde immers al opnieuw degradatie naar Provinciale, in 1991 promotie naar Tweede Klasse, in 1992 meteen weer degradatie en in 1993 opnieuw promotie, waarna men zich wel in Tweede Klasse kon handhaven. De club groeide er geleidelijk uit tot een van de beteren. Er werd ook met een jeugdwerking gestart.
Ondertussen was ook het eerste mannenelftal aan een opmars bezig en opgeklommen in de nationale reeksen. In 2001 ging Zultse VV dan een fusie aan met het naburige KSV Waregem (stamnummer 4451), een ex-eersteklasser bij de mannen, die in financiële problemen was geraakt. De fusieclub werd SV Zulte Waregem, en speelde met het stamnummer van Zultse verder. Het eerste mannenelftal verhuisde daarbij naar Waregem. De damesafdeling ging echter niet mee in de fusie, splitste zich af en speelde voortaan verder binnen een nieuw opgerichte autonome club, Dames Zultse VV, dat zich bij de KBVB aansloot onder stamnummer 9387. De vrouwen bleven in de vertrouwde groen-gele kleuren in Zulte spelen.
Op sportief gebied maakte het eerste dameselftal verder opgang. In 2003 werd het uiteindelijk kampioen in Tweede Klasse en voor het eerst stootte men zo door naar Eerste Klasse, het hoogste niveau. Daar had de ploeg het echter moeilijk. Enkele seizoenen op rij eindigde men net boven de degradatieplaatsen, tot men in 2007 toch weer zakte naar Tweede Klasse.
Twee jaar later, in 2009, werd Zultse opnieuw kampioen in Tweede Klasse, en kon men terugkeren naar het hoogste niveau. In 2010 besloot men toch te gaan samenwerken met de nabijgelegen en verwante mannenclub SV Zulte Waregem. Ook die club was na de fusie bij de mannen verder opgeklommen en speelde er ondertussen al vijf jaar in de Eerste Klasse. Omwille van de samenwerking werd de clubnaam gewijzigd naar Dames Zulte Waregem, maar men bleef een zelfstandige club onder stamnummer 9387. Deze samenwerking kwam er onder meer met het oog op de geplande "Women's Elite League", de toekomstig topklasse in het damesvoetbal. Hierin zouden enkel damesploegen aantreden die zijn geassocieerd met een herenclub uit de hoogste nationale reeksen.
In 2012 werd het tot dan toe zelfstandig Dames Zulte Waregem toch geïntegreerd in voetbalclub SV Zulte Waregem. Stamnummer 9387 werd weer geschrapt en de vrouwen speelden voortaan verder als SV Zulte Waregem, opnieuw onder stamnummer 5381, waaronder ze voorheen al een kwarteeuw hadden gespeeld. In deze fusie werd ook een andere Waregemse damesclub, Damesvoetbal Davo Waregem, aangesloten bij de KBVB met stamnummer 9259, opgeheven en mee geïntegreerd in de damesafdeling van SV Zulte Waregem. Dat jaar ging het eerste dameselftal van SV Zulte Waregem van start in de eerste editie van de Women's BeNe League. Daar had men het financieel en sportief moeilijk, en in het voorjaar van 2013 besliste men al om het jaar nadien niet langer deel te nemen aan deze BeNe League, maar terug te keren naar de nationale Eerste Klasse. Zulte Waregem eindigde het seizoen nog als voorlaatste in de BeNe League B.

## Resultaten

### Erelijst
- Tweede klasse

winnaar (2x): 2003, 2009
- Eerste provinciale Oost-Vlaanderen

winnaar (5x): 1981, 1982, 1987, 1991, 1993

### Seizoenen A-ploeg
| Seizoen | Reeks         | Niveau | Plaats | Punten | Beker        | Opmerkingen                                                                  |
| ------- | ------------- | ------ | ------ | ------ | ------------ | ---------------------------------------------------------------------------- |
| 2016/17 | Eerste klasse | 2      | 10     | 28     | Halve finale |                                                                              |
| 2017/18 | Eerste klasse | 2      | 4      | 43     | 1/8e finale  |                                                                              |
| 2018/19 | Eerste klasse | 2      | 7      | 35     | 1/16 finale  |                                                                              |
| 2019/20 | Eerste klasse | 2      | 6      | 28     | 1/16 finale  | De competitie werd vervroegd stopgezet wegens de coronapandemie              |
| 2020/21 | Super League  | 1      | 8      | 23     | /            | na de reguliere competitie stond Zulte Waregem op de 9e plaats met 13 punten |
| 2021/22 | Super League  | 1      | 7      | 26     | Kwart finale |                                                                              |
| 2022/23 | Super League  | 1      | 7      | 29     | Halve finale |                                                                              |
| 2023/24 | Super League  | 1      | 8      | 15     | Halve finale |                                                                              |
| 2024/25 | Super League  | 1      | 7      | 15     | 1/8 finale   |                                                                              |
| 2025/26 | Super League  | 1      |        |        |              |                                                                              |

## Bekende (oud-)speelsters
- Femke Bastiaen
- Tessa Wullaert